# Georg Keferstein
Georg Karl Friedrich Keferstein (* 1. Januar 1831 in Lüneburg; † 28. Mai 1907 ebenda) war ein deutscher Politiker. Er war Oberbürgermeister von Lüneburg.

## Leben
Als Sohn eines Amtsassessors geboren, studierte Georg Keferstein nach dem Besuch des Gymnasiums Johanneum Lüneburg Rechtswissenschaften in Göttingen. Während seines Studiums wurde er 1851 Mitglied der Alten Göttinger Burschenschaft Alemannia. Nach seinem Studium wurde er 1859 Stadtsekretär, 1861 Advokat, 1876 besoldeter Senator, 1881 Syndikus und 1894 Oberbürgermeister der Stadt Lüneburg. 1901 ging er in den Ruhestand. 1871 kandidierte er für die Nationalliberale Partei für den Reichstag. 1878 war er an der Gründung des Museumsvereins für das Fürstentum Lüneburg beteiligt. Nach ihm wurde 1905 die Kefersteinstraße in Lüneburg benannt.